# DeAndre Kane
Pour les articles homonymes, voir Kane.
DeAndre Kane, né le 10 juin 1989, à Pittsburgh, en Pennsylvanie, est un joueur américain de basket-ball. Il évolue aux postes de meneur et d'arrière.

## Palmarès
- First-team All-Big 12 2014
- Second-team All-Conference USA 2012, 2013
- Conference USA Freshman of the Year 2011
- Champion d'Israël : 2019